# Брати Фарреллі
Пітер Фарреллі (нар. 1956) та Боббі Фарреллі (нар. 1958) — американські сценаристи та режисери, яких, через спільну роботу, часто називають просто брати Фарреллі. Разом вони зняли одинадцять фільмів, у тому числі «Тупий та ще тупіший» (1994), «Дещо про Мері» (1998), «Перше кохання » (1999).

## Раннє життя
Брати виросли в Камберленді, штат Род-Айленд, і мають ірландське походження. Після закінчення коледжу вони продовжили кар'єру телевізійних сценаристів, зокрема для ситкому «Сайнфелд».

## Творчий стиль
Кожен із перших чотирьох фільмів братів («Тупий та ще тупіший», «Королі боулінгу», «Дещо про Мері» та «Я, знову я та Ірен») має сюжет, зосереджений на подорожі. Усі ці подорожі починаються в Род-Айленді, за винятком «Королів боулінгу», який починається в Пенсільванії. В їхніх фільмах часто використовується фарс і туалетний гумор, і вони часто наповнені грубими, непристойними персонажами з робітничого класу в маленьких ролях. Багато їхніх фільмів містять ретроспективні сцени, які показують, як на героя вплинула психотравматична подія. Брати також відомі своїми саундтреками, які зазвичай містять відмінні добірки класичних і сучасних пісень у музичних стилях павер-поп і фолк-рок.
Також загальною рисою їхніх фільмів є тема спорту, вони часто залучали спортивних зірок (особливо з команд Нової Англії) для виконання додаткових і епізодичних ролей, зокрема Кема Нілі, Джонні Деймона, Роджера Клеменса, Бретта Фарва, Анну Курнікову та Тома Брейді.
Братів і хвалили, і критикували за те, як вони використовують у своїх фільмах тему інвалідності. Пітер Фарреллі прокоментував це так: «Проблема не в тому, що ми дивимося на цих людей згори, а в тому, що ми дивимося на них знизу і відчуваємо, що вони кращі за нас… ми їх шануємо».
Пітер Фарреллі опублікував книги, зокрема «Outside Providence» (1988, за якою знятий фільм «Перше кохання») та «The Comedy Writer» (1998).